# Massenpsychologie und Ich-Analyse
Massenpsychologie und Ich-Analyse ist eine Schrift von Sigmund Freud aus dem Jahr 1921.

## Inhalt

Freuds Zeichnung einer primären Masse von Individuen (Ichs und Ich-Ideale), welche von einer Führungsperson (äußeres Objekt) beeinflusst werden.

In dem Essay stellt Freud dar, welche psychischen Mechanismen innerhalb von Massenbewegungen wirksam sind. Eine Masse ist nach Freud ein „provisorisches Wesen, das aus heterogenen Elementen besteht, die sich für einen Augenblick miteinander verbunden haben.“ Er bezieht sich in seinem Text stark auf die Schriften des Soziologen und Psychologen Gustave Le Bon (1841–1931) und referiert zu Beginn auch im Kapitel Le Bons Schilderung der Massenseele größtenteils dessen Arbeit. Freud beschreibt ebenso wie dieser, dass in den Massen der Einzelne ein Gefühl unendlicher Macht erlangt, welche es ihm gestattet, Triebe auszuleben, die er als Individuum hätte zügeln müssen. Diese Machtgefühle und Sicherheit ermöglichen es dem einzelnen Individuum, nicht nur als Teil einer Masse zu agieren, sondern auch sich Sicherheit in der Masse zu holen. Damit einher geht jedoch ein Schwund der bewussten Persönlichkeit und es entsteht eine Neigung, sich von jedem Affekt innerhalb der Masse anstecken zu lassen und durch „gegenseitige Induktion“ wiederum den Affekt zu verstärken. Insgesamt ist die Masse „impulsiv, wandelbar und reizbar. Sie wird fast ausschließlich vom Unbewussten geleitet.“
Freud unterscheidet zwei Arten von Massen. Zum einen gibt es die der kurzlebigen Art, die von einem vorübergehenden Interesse geprägt sind (z. B. revolutionäre Massen), sowie jene dauerhaften Massen, die hochorganisiert sind, wie z. B. die Kirche oder das Militär. „Die Massen der ersteren Art sind den letzteren gleichsam aufgesetzt wie die kurzen, aber hohen Wellen den langen Dünungen der See.“ Grundsätzlich laufen in beiden Arten aber dieselben psychischen Vorgänge ab.
Freud greift auf seine Ergebnisse der Trieblehre zurück und ist der Ansicht, dass Massen durch libidinöse Bindungen zusammengehalten werden. Bei jedem Individuum wirken in der Masse Liebestriebe, die von ihren ursprünglichen Zielen abgelenkt sind. Sie verfolgen kein direktes sexuelles Ziel, jedoch „ohne darum minder energisch zu wirken“. Andererseits können bei Massen Bedingungen auftreten, die es gestatten, verdrängte „Triebregungen abzuwerfen“ und damit eine „»archaische Erbschaft«“ zu offenbaren.
Freud nennt zunächst die (weitgehend unbewusste) Identifizierung mit den anderen Individuen der Masse, die sich alle in gleicher Weise zum Führer hingezogen fühlen, als bindendes Element. Das Ich nimmt eine bedeutsame Analogie am Anderen wahr und identifiziert sich mit ihm. Hinzu kommt eine Bewunderung und Idealisierung des Führers einer Masse durch den Prozess der Idealisierung. Dabei fließt die narzisstische Libido auf das Objekt über und man „liebt es wegen der Vollkommenheit, die man fürs eigene Ich angestrebt hat.“ Auch der Vorgang einer Identifikation mit dem Aggressor kann erfolgen, z. B. auf dem Weg der Regression.
So gelangt Freud zu der Formel: „Eine primäre Masse ist eine Anzahl von Individuen, die ein und dasselbe Objekt an die Stelle ihres Ich-Ideals gesetzt und sich infolgedessen miteinander identifiziert haben.“